# Сорђенти ди Ауризина
Сорђенти ди Ауризина је насеље у Италији у округу Трст, региону Фурланија-Јулијска крајина.
Према процени из 2011. у насељу је живело 36 становника. Насеље се налази на надморској висини од 41 м.